# Motorway

Engelse afbeelding voor de Motorway

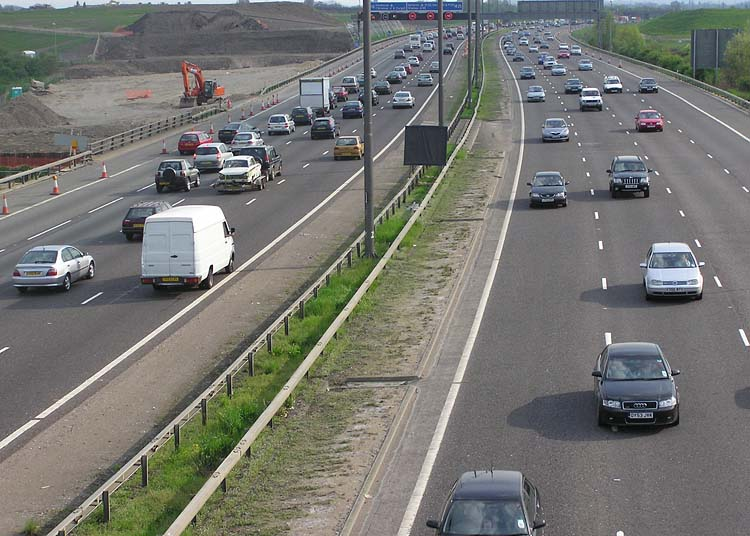
De Britse snelweg M25

Een motorway is de Engelse benaming voor een autosnelweg. De term wordt voornamelijk gebruikt in het Verenigd Koninkrijk, Ierland, Pakistan, Australië en Nieuw-Zeeland. In de Verenigde Staten en Canada is de term ongebruikelijk, hier spreekt men van freeway of expressway.
In tegenstelling tot veel andere landen wordt er bij aanduiding van een autosnelweg geen A (voorbeeld A15) gebruikt, maar wordt er een M gebruikt (bijvoorbeeld M25).
De Motorway is een conflictvrije weg bestemd voor snel gemotoriseerd verkeer (zoals auto's, motoren, bussen en vrachtwagens). Conflictvrij wil zeggen dat kruisingen ongelijkvloers zijn en dat er een middenberm is tussen de twee rijrichtingen. De naam autostrade, afgeleid van het Italiaanse woord autostrada, wordt vooral gebezigd in Vlaanderen terwijl het germanisme autobaan vooral in het oosten en noorden van Nederland gebruikt wordt.
Op de Engelse Motorway rijdt men links, waarbij alles precies is omgekeerd als bij de autosnelweg in Nederland.

## Snelheden op de Motorway
Binnen de bebouwde kom mag 48 km/h (30 mph) gereden worden. Buiten de bebouwde kom mag er 97 km/h (60 mph) tot 113 km/h (70 mph) gereden worden, deze snelheden gelden ook voor de Engelse snelwegen. 
Op de autosnelweg mag 113 km/h (70 mph) gereden worden.
| km/h | mph |     | mph | km/u |
| ---- | --- | --- | --- | ---- |
| 50   | 31  | 30  | 48  |      |
| 60   | 37  | 40  | 64  |      |
| 70   | 43  | 50  | 80  |      |
| 80   | 50  | 60  | 97  |      |
| 90   | 56  | 70  | 113 |      |
| 100  | 62  | 80  | 129 |      |
| 110  | 68  | 90  | 145 |      |
| 120  | 75  | 100 | 161 |      |
| 130  | 81  |     |     |      |
| 140  | 87  |     |     |      |
| 150  | 93  |     |     |      |